# Maurice Smith (athlétisme)
Pour les articles homonymes, voir Maurice Smith et Smith.
Maurice Leon Hugh Smith (né le 28 septembre 1980 à Spanish Town) est un athlète jamaïcain, spécialiste du décathlon.

## Biographie
En 2007, lors des Championnats du monde d'Osaka, Maurice Smith établit un nouveau record de Jamaïque du décathlon en totalisant 8 644 pts au terme des dix épreuves. Il se classe deuxième du concours en terminant à 32 points seulement du Tchèque Roman Šebrle. 

### Palmarès
| Date | Compétition                           | Lieu                                  | Résultat | Points |
| ---- | ------------------------------------- | ------------------------------------- | -------- | ------ |
| 2001 | Champ. d'Am. centrale et des Caraïbes | Guatemala City                        | 1er      | 7 755  |
| 2004 | Jeux olympiques                       | Athènes                               | 14e      | 8 023  |
| 2005 | Championnats du monde                 | Helsinki                              | —        | DNF    |
| 2005 | Décastar                              | Talence                               | 14e      | 7 336  |
| 2006 | Hypo-Meeting                          | Götzis                                | 3e       | 8 269  |
| 2006 | Jeux du Commonwealth                  | Melbourne                             | 2e       | 8 074  |
| 2007 | Hypo-Meeting                          | Götzis                                | 8e       | 8 241  |
| 2007 | Jeux panaméricains                    | Rio de Janeiro                        | 1er      | 8 278  |
| 2007 | Championnats du monde                 | Osaka                                 | 2e       | 8 644  |
| 2007 | Décastar                              | Talence                               | 2e       | 8 298  |
| 2007 | Coupe du monde des épreuves combinées | Coupe du monde des épreuves combinées | 2e       | 25 220 |
| 2008 | Hypo-Meeting                          | Götzis                                | 5e       | 8 332  |
| 2008 | TNT - Fortuna Meeting                 | Kladno                                | 1er      | 8 434  |
| 2008 | Jeux olympiques                       | Pékin                                 | 8e       | 8 205  |
| 2008 | Décastar                              | Talence                               | 2e       | 8 220  |
| 2008 | Coupe du monde des épreuves combinées | Coupe du monde des épreuves combinées | 3e       | 24 757 |
| 2009 | TNT - Fortuna Meeting                 | Kladno                                | 1er      | 8 157  |
| 2009 | Championnats du monde                 | Berlin                                | —        | DNF    |
| 2010 | Jeux d'Am. cent. et des Caraïbes      | Mayagüez                              | 1er      | 8 109  |
| 2011 | Championnats du monde                 | Daegu                                 | —        | DNF    |
| 2011 | Jeux panaméricains                    | Guadalajara                           | 2e       | 8 214  |

### Records
| Épreuve          | Performance    | Lieu                               | Date                                          |
| ---------------- | -------------- | ---------------------------------- | --------------------------------------------- |
| 100 mètres       | 10 s 62        | Osaka                              | 31 août 2007                                  |
| Longueur         | 7,51 m         | Ratingen                           | 24 juin 2006                                  |
| Poids            | 17,78 m        | Kladno                             | 18 juin 2008                                  |
| Hauteur          | 2,03 m         | Ciudad de Guatemala Götzis Talence | 20 juillet 2001 26 mai 2007 13 septembre 2008 |
| 400 mètres       | 47 s 48        | Osaka                              | 31 août 2007                                  |
| 110 mètres haies | 13 s 76        | Götzis                             | 28 mai 2006                                   |
| Disque           | 55,69 m        | Kingston                           | 23 juin 2007                                  |
| Perche           | 4,80 m         | Osaka                              | 31 août 2007                                  |
| Javelot          | 62,07 m        | Spanish Town                       | 15 juin 2002                                  |
| 1500 mètres      | 4 min 29 s 95  | Melbourne                          | 21 mars 2006                                  |
| Décathlon        | 8 644 pts (NR) | Osaka                              | 31 août 2007                                  |